# Becky Ann Baker
Becky Ann Baker, född 17 februari 1953 i Fort Knox, Kentucky, är en amerikansk skådespelare.
Baker är bland annat känd för rollen som Jean Weir i Nollor och nördar. Hon har även spelat roller i filmer som Men in Black (1997) och Spider-Man 3 (2007). Från 2012 till 2017 spelade hon Loreen Horvath i TV-serien Girls.
Hon är gift med skådespelaren Dylan Baker och tillsammans har de en dotter.

## Filmografi i urval
- 1995 – Sabrina
- 1997 – Men in Black
- 1997 – Ute eller inte
- 1998 – En enkel plan
- 1999 – Storm of the Century
- 1999–2000 – Nollor och nördar (TV-serie)
- 2005 – Stay
- 2006 – Mordet på presidenten
- 2007 – Spider-Man 3
- 2009 – Kings (TV-serie)
- 2012–2017 – Girls (TV-serie)
- 2020 – The Half of it
- 2020 – Hunters (TV-serie)
- 2025 – Ella McCay